# Myszy i ludzie (film 1992)
Myszy i ludzie (ang. Of Mice and Men) –  amerykański film obyczajowy z 1992 roku na podstawie powieści Johna Steinbecka.

## Fabuła
Kalifornia, lata 30. czasy Wielkiego Kryzysu. George razem z przyjacielem Lenniem szukają pracy. Byli na wielu farmach, ale na żadnej nie zostali na dłużej. Wynika to z charakteru Lenniego – upośledzonego umysłowo mężczyzny, który nie zdaje sobie sprawy ze swojej siły. Obaj marzą o tym, by kupić małe ranczo, gdzie mogliby odizolować się od całego świata. W końcu trafiają na farmę, gdzie dostają pracę i dach nad głową. Syn właściciela Curley stara się ich skłócić i zastraszyć. Tymczasem jego żona, która lubi flirtować z nieznajomymi, doprowadza do sytuacji, która kończy się tragedią...

## Główne role
- John Malkovich – Lennie Small
- Gary Sinise – George Milton
- Ray Walston – Candy
- Casey Siemaszko – Curley
- Sherilyn Fenn – Żona Curleya
- John Terry – Slim
- Richard Riehle – Carlson
- Alexis Arquette – Whitt
- Joe Morton – Crooks
- Noble Willingham – Szef
- Joe D'Angerio – Jack
- Tuck Milligan – Mike
- David Steen – Tom